# Sankt Georgen an der Stiefing
Sankt Georgen an der Stiefing osztrák mezőváros Stájerország Leibnitzi járásában. 2017 januárjában 1500 lakosa volt. 

## Elhelyezkedése

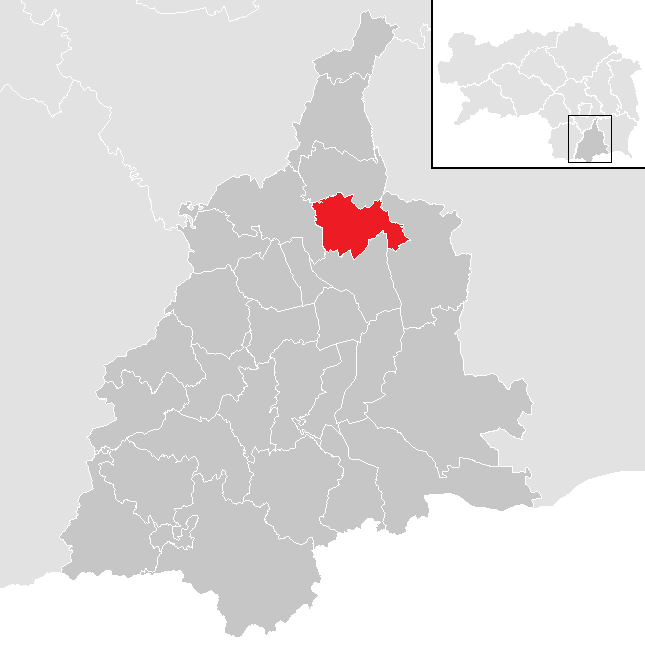
Sankt Georgen an der Stiefing a Leibnitzi járásban

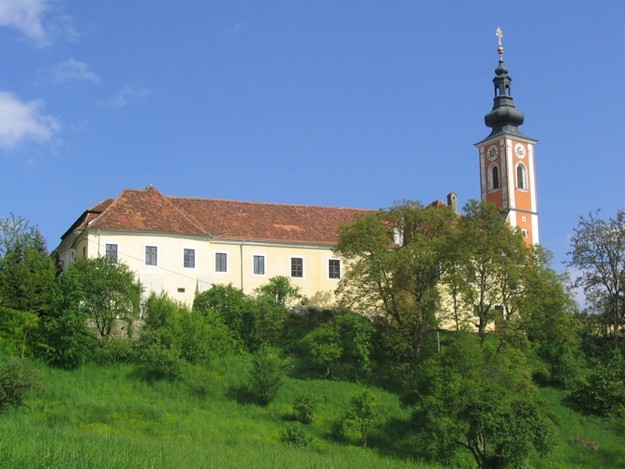
St. Georgen kastélya és a Szt. György-plébániatemplom

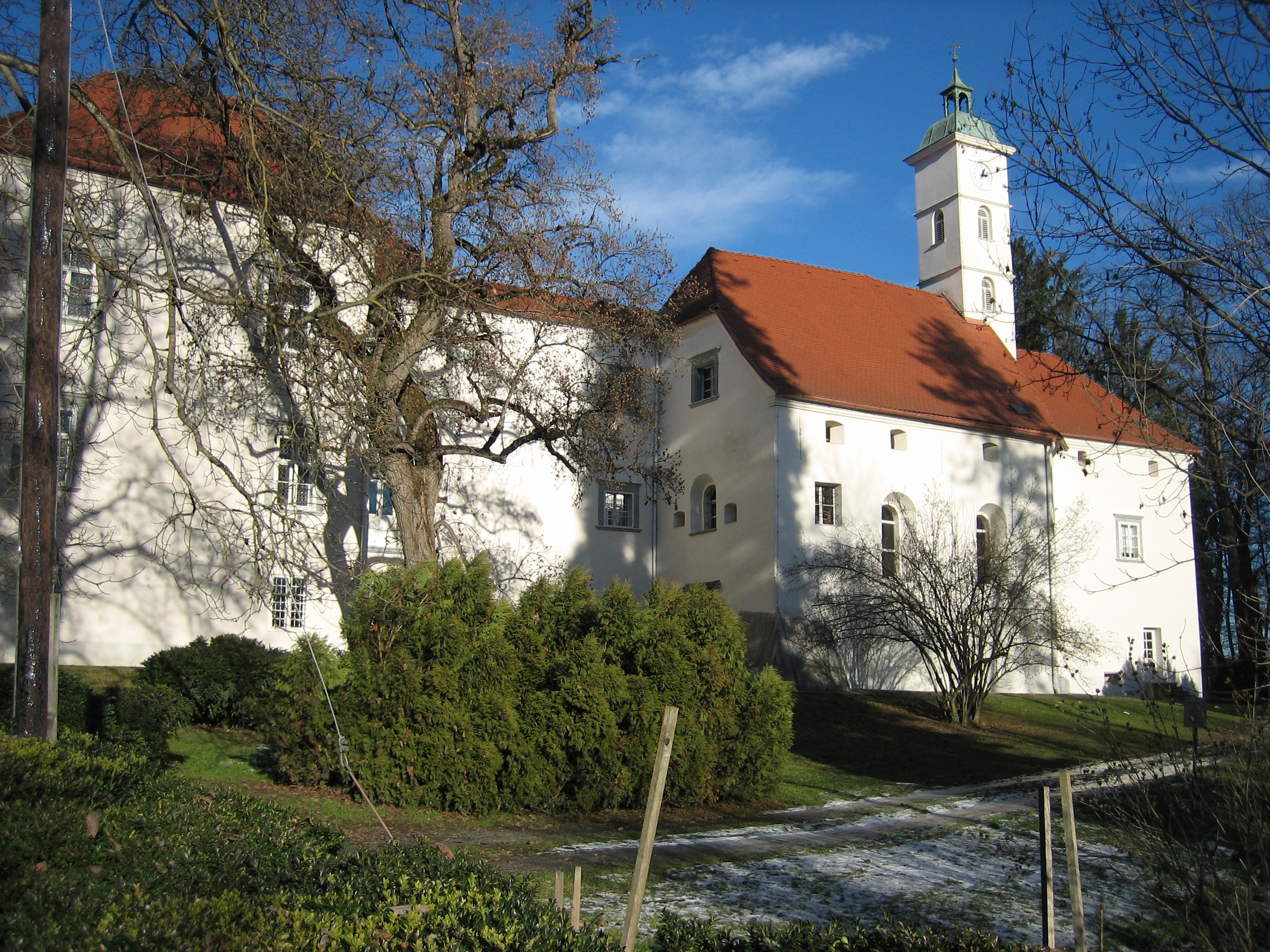
A neudorfi kastély

Sankt Georgen an der Stiefing a tartomány déli részén fekszik a Nyugat-Stájerország régióban, a Murától keletre, a Leibnitzi-sík északkeleti sarkában. Az önkormányzat 3 katasztrális községben (Hart, Lappach, St. Georgen an der Stiefing) 11 települést egyesít: Alla (25 lakos), Baldau (133), Gerbersdorf (45), Hart bei Wildon (147), Kurzragnitz (116), Lappach (118), Neudorf (235), Prentern (22), Sankt Georgen an der Stiefing (552), Stiefing (66), Stiefingberg (47).
A környező települések: északra Allerheiligen bei Wildon, keletre Schwarzautal, délre Ragnitz, nyugatra Wildon. 

## Története
A település története i.e. 4. évezredig, az újkőkorig nyúlik vissza.
Sankt Georgen várát először 1147-ben említik, amikor egy bizonyos Rupertus von St. Georgen szőlőket adományozott az admonti kolostornak. A vár és a Szt. György-templom alapítója feltehetően I. Luitold von Plain gróf (1122-1164) volt. A korai épületekből szinte semmi nem maradt, a templom kriptájának egy román stílusú portálja talán ebből a korszakból való. A Plain-család 1253-ban kihalt, a vár és a birtok pedig a seckaui püspökre szállt. Ebben az időben a faluhoz 6 nagy és 20 kisebb gazdaság, valamint egy kézműves tartozott.
1480-ban a várat Mátyás magyar király seregei szállták meg, de a következő évben III. Frigyes császár visszafoglalta. A hadakozás közben a falu és a templom nagy károkat szenvedett. 1532-ben a Stájerországon átvonuló I. Szulejmán hada dúlta fel a térséget. 1555-ben Peter von Seckau püspök eladta a várat és a hozzá tartozó birtokokat Andre von Glojachnak, aki felújította és kibővítette az erődítményt; ebből az időből származik az épület mai, reneszánsz jellegű külseje. A Glojach-család 1754-ben eladta a kastélyt Joseph Egkh von Hungerspachnak, aki a következő évben neobarokk stílusban átépíttette a lovagtermet. Az épület 1816-ban Franz Xaver Mihurko, 1823-ban Anton von Attems gróf kezére került, akitől 1859-ben Karl Binder von Kriegelstein szerezte meg. 1876-ban a kastély legrégebbi, romos szárnyát lebontották.
A települési önkormányzat 1850-ben alakult meg.
1925-ben a híres író, Paul Ernst vásárolta meg St. Georgen kastélyát. Miután 1938-ban Ausztria csatlakozott a Német Birodalomhoz, St. Georgen a Stájerországi reichsgauba került. 1945-1955 között a brit megszállási zónához tartozott.
A 2015-ös stájerországi közigazgatási reform során Hart községet, valamint Stocking egyes részeit St. Georgenhez csatolták.

## Lakosság
A Sankt Georgen an der Stiefing-i önkormányzat területén 2017 januárjában 1500 fő élt. 2015-ben a helybeliek 96,7%-a volt osztrák állampolgár; a külföldiek közül 1,3% a régi (2004 előtti), 1,3% az új EU-tagállamokból érkezett. 0,1% a volt Jugoszlávia (Szlovénia és Horvátország nélkül) vagy Törökország, 0,5% egyéb országok polgára. 2001-ben 92,5% római katolikusnak, 2% evangélikusnak, 1% ortodox kereszténynek, 4% pedig felekezet nélkülinek vallotta magát. 

## Látnivalók
- Sankt Georgen kastélya

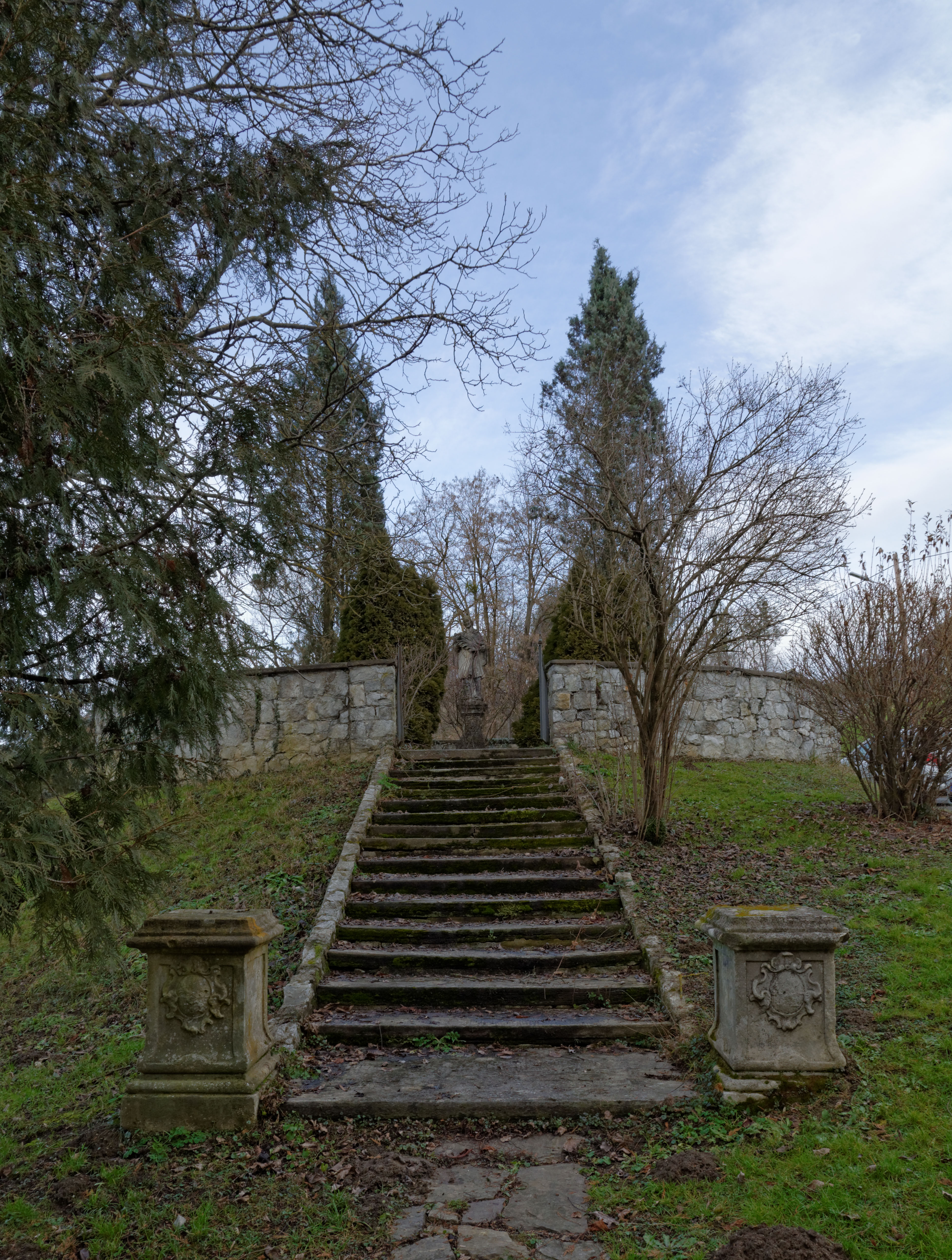
Paul Ernst síremléke

- a Szent György-plébániatemplomot a 20. század elején szinte teljesen átépítették, korábbi barokk belsőjét neoreneszánsz stílus váltotta fel.
- a neudorfi kastély reneszánsz stílusban épült. A vele egybeépített Mária-kápolna tornya 1640-ből való.
- a St. Georgeni pellengér
- Paul Ernst síremléke
- a Mária-oszlop és háborús emlékmű

## Híres St. Georgen-iek
- Amalie Materna (1844–1918), operaénekes

## Fordítás
- Ez a szócikk részben vagy egészben  a   Sankt Georgen an der Stiefing című német Wikipédia-szócikk ezen változatának fordításán alapul.  Az eredeti cikk szerkesztőit annak laptörténete sorolja fel. Ez a jelzés csupán a megfogalmazás eredetét és a szerzői jogokat jelzi, nem szolgál a cikkben szereplő információk forrásmegjelöléseként.
- Ez a szócikk részben vagy egészben  a   Schloss St. Georgen an der Stiefing című német Wikipédia-szócikk ezen változatának fordításán alapul.  Az eredeti cikk szerkesztőit annak laptörténete sorolja fel. Ez a jelzés csupán a megfogalmazás eredetét és a szerzői jogokat jelzi, nem szolgál a cikkben szereplő információk forrásmegjelöléseként.